# Andrea Lehotská
Andrea Lehotská (Detva, 2 dicembre 1981) è una conduttrice televisiva, modella e attrice slovacca naturalizzata italiana; nata nel 1981 è stata cecoslovacca fino al 31 dicembre 1992.
Parallelamente svolge anche le attività di scrittrice, autrice, fotografa, blogger, giornalista, interprete e traduttrice.

## Biografia
Andrea Lehotská nasce a Detva, nella regione di Banská Bystrica, il 2 dicembre 1981, nell'allora Cecoslovacchia; successivamente alla rivoluzione di velluto fu istituita la Repubblica Federale Ceca e Slovacca. Fu nel 1993 con la divisione della Repubblica Federale Ceca e Slovacca in Slovacchia e Repubblica Ceca che Andrea Lehotská divenne cittadina slovacca. Durante gli anni della scuola ha praticato la ginnastica artistica allenata da coach russi.

### Le attività di modella, fotomodella e indossatrice
Il 7 marzo 2001 a Bratislava viene inserita nel novero delle dodici finaliste per la scelta della candidata a rappresentare la Slovacchia al concorso di Miss Universo 2001, mentre l'anno successivo partecipa ad un concorso di bellezza in Italia.
Inizia quindi a lavorare come modella, fotomodella e come indossatrice di gioielli ed accessori, sia in Italia che all'estero, per grandi firme tra cui Nike, Iceberg, Carrera, Pirelli, Mandarina Duck, Ferretti, adidas, Tissot, Moschino, Woolrich, ed altre; compare inoltre su copertine quali Glamour, Vogue, Donna, Harper's Bazaar, Marie Claire, Edge, Fox, Max, Maxim, Matrix ed altre.
Nel 2014 è stata proclamata in Italia "La modella per l'arte ad honorem".

### L'attività televisiva e da attrice
Nel 2003 realizza per la televisione croata uno spot pubblicitario per la Coca-Cola. Nel 2004, in Italia, lavora a Spicy Tg su Antennatre e come vj per il canale All Music; ha inoltre recitato nel film Che ne sarà di noi di Giovanni Veronesi e in 90 minuti di S. Salvati. L'anno dopo è nel cast del film Fratello e padre di Kamel Film. Nel 2005 prende parte ad alcuni videoclip promozionali dell'album Buoni o cattivi di Vasco Rossi: Buoni o cattivi, Come stai, Un senso, E... e Señorita, per fare alcuni di questi video musicali le è stato utile il suo porto d'armi visto che era richiesto di saper sparare con un'arma. Con Andrea Lehotská come protagonista, i videoclip dei dodici i brani dell'album di Vasco Rossi Buoni o cattivi vengono raccolti in un DVD, pubblicato il 9 settembre 2005, dal titolo È solo un rock'n'roll show.
Dal 2005 al 2008 ha partecipato al fianco di Piero Chiambretti al programma Markette - Tutto fa brodo in TV, su LA7, in veste di opinionista fissa. Nel 2007 è stata una delle concorrenti del reality show di Canale 5 Uno due tre stalla, condotto da Barbara D'Urso, in cui si classifica finalista. Nel 2008 interpreta "Bibi" in Albakiara - Il film per la regia di Stefano Salvati. Sia nel 2008 che nel 2009 conduce per 7 Gold il programma BO051. Nel 2009 è tra i protagonisti della fiction Giochi sporchi di Rai 4.
Tra il 2009 e il 2010 è stata co-protagonista del programma televisivo Una cena di Natale quasi perfetta con il Trio Medusa in onda su Sky Uno, nello stesso periodo ha lavorato come inviata per il programma di Rai 4 Sugo - 60 minuti di gusto e disgusto. Dal 2009 al 2011 è la protagonista della docu-fiction Green Power per Enel. Inoltre nel 2010 è la testimonial della Ducati Diavel, è nella pubblicità Wind Infostrada con Fiorello ed è nel video musicale Feel Like Runnin' di Valentina Parisse. Dal 2010 al 2011 è nel cast del Chiambretti Night di Piero Chiambretti su Canale 5. Durante l'estate 2011 conduce il Circo Massimo, programma circense trasmesso da Rai 3 in prima serata in Italia e dalla televisione svizzera RSI LA2. Nello stesso anno prende, inoltre, parte al Chiambretti Sunday Show di Piero Chiambretti su Italia 1 ed è la protagonista del video musicale del cantante turco Murat Boz Hayat Öpücüğü.
Nel 2012 è stata concorrente della nona edizione del reality show di Rai 2 L'isola dei famosi, dove si è classificata al terzo posto. Inoltre dal 2012 al 2016 conduce Circo Estate su Rai 3 in prima serata. Nel 2012 ha presentato la 36ª edizione del Festival internazionale del circo di Monte Carlo su Rai 3 in prima serata.
L'11 marzo 2013 prende parte alla terza edizione di Effetti personali, trasmissione televisiva documentaristica condotta da Francesca Senette su LA7d, in cui la Lehotská è stata chiamata per fare un documentario di viaggio su Basilea, città dove ha vissuto alcuni anni. Sempre nel 2013 entra nel cast della serie televisiva trasmessa da Rai 1 Che Dio ci aiuti, durante la seconda stagione nell'episodio L'amore che cambia. Nello stesso anno prende parte ad un programma televisivo slovacco intitolato Zbohom, Slovensko! 1 (tradotto in italiano Addio Slovacchia! 1) su TV JOJ.
Il 26 giugno 2013 chiude l'ultima tappa del tour di Vasco Rossi Vasco Live Kom '013, svoltasi a Bologna, allo Stadio Renato Dall'Ara. Dopodiché, in Slovacchia, in prima serata su TV JOJ conduce Cena je správna, ovvero la versione locale di Ok, il prezzo è giusto; inoltre sempre nel 2013 prende parte alla serie televisiva slovacca Panelák, trasmessa da TV JOJ, per 10 episodi nel ruolo di Linda Pániková. Poi ha presentato, sempre in prima serata su Rai 3, la 37ª edizione del Festival internazionale del circo di Monte Carlo.
Ad inizio 2014 prende nuovamente parte al programma slovacco Zbohom, Slovensko! 2 (Addio Slovacchia! 2) su TV JOJ. Nello stesso anno ha presentato, in prima serata su Rai 3, la 38ª edizione del Festival internazionale del circo di Monte Carlo.
Nel 2015 ha presentato, in prima serata su Rai 3, la 39ª edizione del Festival internazionale del circo di Monte Carlo e l'anno successivo ne presenta la 40ª edizione.
Nel 2017 interpreta il ruolo di Regina in Tutto quello che vuoi per la regia di Francesco Bruni. Nel 2019 entra nel cast della serie televisiva trasmessa da Rai 1 Imma Tataranni - Sostituto procuratore, durante l'episodio Come piante fra i sassi.

### Le attività di autrice, giornalista, fotografa, blogger ed interprete
Inizia la conoscenza delle lingue tra la fine degli anni ottanta e i primi anni novanta sia grazie ai licei che a scuole private; nel 1997 consegue, in Slovacchia, il diploma internazionale in lingua tedesca, a cui segue l'anno successivo, sempre in Slovacchia, il diploma del liceo linguistico. Nel 1998 si trasferisce in Svizzera dove studia la lingua francese, dapprima a Nyon e successivamente a Losanna dove ottiene, nel 2000 il diploma internazionale dall'Alliance Française; sempre a Losanna, nello stesso anno, ottiene un altro diploma in lingua tedesca. In questi anni continua lo studio delle lingue già conosciute e frequenta corsi di lingua italiana.
Nel 2003 frequenta, a Catania, l'istituto di ragioneria, da cui si diploma nel 2005. Nel 2008 si laurea in Filosofia presso l'Alma Mater Studiorum - Università di Bologna. Tra il 2012 e il 2013 frequenta corsi di thailandese. Fin dai primi anni 2000, avendo padronanza delle lingue italiana, slovacca, inglese, francese, tedesca, ceca e thailandese, svolge il lavoro di interprete ed è traduttrice di siti e testi per società estere; è inoltre interprete per congressi e saloni internazionali per varie
case quali Swatch, Eden, Toyota, Tissot, Certina, Frais Monde e altre. Nel 2008 pubblica il suo primo libro Il sex appeal di un cotton fioc, per la Rizzoli.
Nel 2009 realizza il suo primo documentario Laos, di cui è coautrice e conduttrice. Nel 2009 e nel 2010 è la fotografa della campagna internazionale Lele's Untie Wear. Nel 2010, come coautrice e presentatrice, realizza il documentario 3 Days Life. Dal 2011 collabora in qualità di autrice e fotografa per vari giornali e rubriche, in particolare cura la rubrica settimanale di attualità Altre libertine per il giornale on-line 24emilia.com, lavora per i settimanali Sette (magazine del Corriere della Sera) e Diva e Donna, i mensili Woman e Max, e da luglio 2011 con il periodico Bimbi belli.
Nell'aprile del 2011 Andrea Lehotská pubblica il suo secondo libro Altre libertine. Cronache incensurate di una vita in fuga, pubblicato per la Aliberti. Nel 2011 organizza delle mostre fotografiche benefiche in qualità di fotoreporter intitolate Gli orfani del Myanmar e Never Sleeping Cities of India. Nel 2012 è stata autrice ed opinionista per il mensile Playboy. Tra il 2013 e il 2014 è stata autrice della rubrica mensile Concept Magazine. Nel 2016 viene organizzata la mostra fotografica del concorso Colore e sorrisi con Andrea Lehotská, nello stesso anno è la fotografa ufficiale della campagna pubblicitaria di Alessandro Del Piero.
Andrea Lehotská viaggia molto in vari paesi e da ciò realizza vari reportage, articoli e servizi fotografici pubblicati su vari giornali e riviste; decide anche di aprire un blog sul proprio sito ufficiale. Nel gennaio del 2016 si trovava in Palestina per realizzare un reportage sulla realtà del posto; in questo periodo è stata vittima di un sequestro lampo, durato tre giorni; è riuscita a salvarsi anche grazie all'aiuto di un soldato.
Dal 2019 scrive per il magazine Luxury prêt-à-porter.

## Televisione

### In Italia
- Spicy Tg (Antennatre, 2004) - partecipante
- All Music (2004) - vj
- Markette - Tutto fa brodo in TV (LA7, 2005-2008) - opinionista
- Uno due tre stalla (Canale 5, 2007) - reality show - si classifica finalista
- BO051 (7 Gold, 2008-2009) - conduttrice
- Una cena di Natale quasi perfetta (Sky Uno, 2009-2010) - co-protagonista
- Sugo - 60 minuti di gusto e disgusto (Rai 4, 2009-2010) - inviata
- Wind Infostrada (Varie emittenti televisive, 2010) - spot pubblicitario con Fiorello
- Chiambretti Night (Canale 5, 2010-2011) - opinionista
- Chiambretti Sunday Show (Italia 1, 2011) - opinionista
- Circo Massimo (Rai 3, 2011) - conduttrice
- L'isola dei famosi (Rai 2, 2012) - reality show - terza classificata
- Effetti personali (LA7d, 2013) - documentarista di viaggio su Basilea
- Circo Estate (Rai 3, 2012-2016) - conduttrice
- Festival internazionale del circo di Monte Carlo (Rai 3, 2012-2016) - conduttrice

### In Slovacchia
- Zbohom, Slovensko! 1 (Addio Slovacchia! 1) (TV JOJ, 2013) - partecipante
- Cena je správna (TV JOJ, 2013) - conduttrice
- Zbohom, Slovensko! 2 (Addio Slovacchia! 2) (TV JOJ, 2014) - partecipante

### In Svizzera
- Circo Massimo (RSI LA2, 2011) - conduttrice

### In Croazia
- Coca-Cola (Varie emittenti televisive, 2003) - spot pubblicitario

## Filmografia

### Cinema
- 90 minuti, regia di Stefano Salvati (2004)
- Che ne sarà di noi, regia di Giovanni Veronesi (2004)
- Fratello e padre, di Kamel Film (2005)
- Albakiara - Il film, regia di Stefano Salvati (2008)
- Tutto quello che vuoi, regia di Francesco Bruni (2017)

### Televisione
- Giochi sporchi - fiction (Rai 4, 2009)
- Panelák - serie TV, 10 episodi (TV JOJ, 2013)
- Che Dio ci aiuti seconda stagione - serie TV - episodio L'amore che cambia (Rai 1, 2013)
- Imma Tataranni - Sostituto procuratore, regia di Francesco Amato - serie TV, episodio 1x02 (Rai 1, 2019)

## Documentari
- 2009 - Laos (co-autrice e conduttrice)
- 2010 - 3 Days Life (co-autrice e presentatrice)

## DVD
- 2005 - È solo un rock'n'roll show di Vasco Rossi (presente in 11 video musicali)

## Video musicali

### In Italia
- 2005 - Come stai di Vasco Rossi
- 2005 - Un senso di Vasco Rossi
- 2005 - E... di Vasco Rossi
- 2005 - Señorita di Vasco Rossi
- 2005 - Anymore di Vasco Rossi
- 2005 - Hai mai di Vasco Rossi
- 2005 - Non basta niente di Vasco Rossi
- 2005 - Da sola con te di Vasco Rossi
- 2005 - Cosa vuoi da me di Vasco Rossi
- 2005 - Rock 'n' roll show di Vasco Rossi
- 2010 - Feel Like Runnin' di Valentina Parisse

### In Turchia
- 2011 - Hayat Öpücüğü di Murat Boz

## Libri
- 2008 - Il sex appeal di un cotton fioc (Rizzoli Editore)
- 2011 - Altre libertine. Cronache incensurate di una vita in fuga (Aliberti Editore)

## Concorsi di bellezza
- 2001 - Miss Universo 2001: finalista per rappresentare la Slovacchia[4]
- 2002 - concorso di bellezza in Italia[7]
- 2014 - "La modella per l'arte ad honorem" in Italia[13][14]